# London International Financial Futures and options Exchange
Pour les articles ayant des titres homophones, voir Life (homonymie).

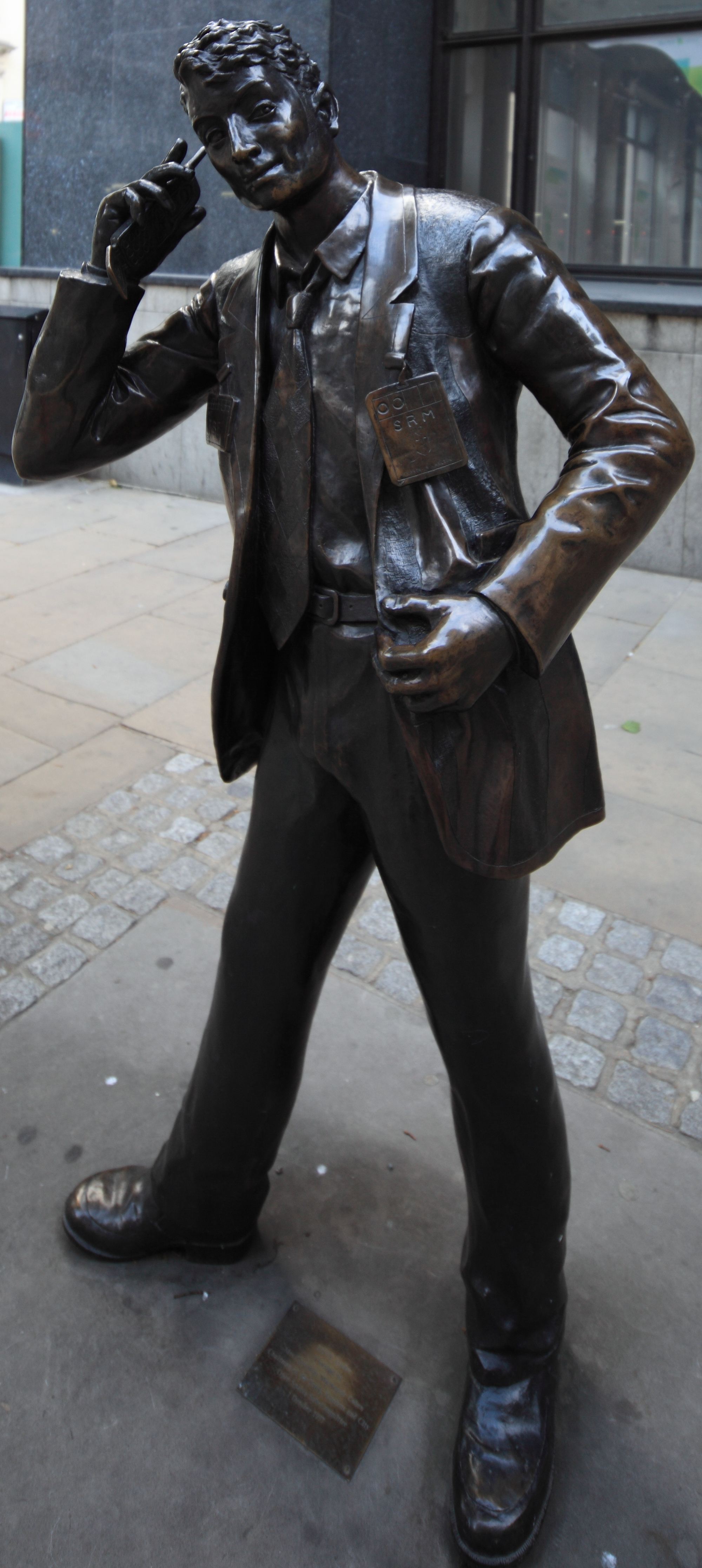
Sculpture de Stephen Melton en 1977

Le London International Financial Futures and options Exchange, ou LIFFE voire Liffe, est le marché à terme britannique, dont le principal produit est la série de contrats futures sur l'Euribor, marché directeur des taux d'intérêt à court terme de la zone euro, dont il se négocie en moyenne 840 000 contrats par jour (données du 1er trimestre 2005), soit 840 milliards d'euros de nominal.
Entre 2001 et 2007, le principal actionnaire est Euronext qui apporte à la société sa propre activité (MONEP). Depuis 2007, l'actionnaire est désormais NYSE Euronext. Ce dernier a été acquis par IntercontinentalExchange, qui a gardé le Liffe lors de la scission d'Euronext en 2014. Il porte maintenant le nom de ICE Futures Europe. 

## Histoire
La Coffee Terminal Market Association of London est créée en 1888 puis relancée en 1958 pour lancer un contrat à terme sur le café robusta ougandais, tandis qu'une London Cocoa Terminal Market Association a été créée en 1928 sur le même modèle. Toutes deux fusionnent au sein du Futures and option Exchange (FOX), qui est créé en 1986 pour moderniser le London Commodity Exchange (LCE). Le LCE avait été créé en 1973, dans Mincing lane, lieu historique des transactions depuis le Xe siècle, ou avait été lancé en un marché du maïs, le Mark Lane Corn Exchange, en 1747. Le LCE avait repris les chambres de compensation de 1888 et 1928, sur le café et le cacao, et aussi englobé le marché sur les huiles végétales, lancé à partir de 1967.
Plus tard, l'International Petroleum Exchange (IPE) est fondé en 1980 par un consortium de sociétés privées au moment du boom pétrolier de la Mer du Nord, tandis que le LIFFE voit le jour en 1982, lors des déreglementations financières de l'ère Thatcher, et qu'il gère les contrats sur l'agriculture à partir de 1996, lorsqu'il fusionne avec le Futures and option Exchange (FOX).